# Acroneuria kosztarabi
Acroneuria kosztarabi är en bäcksländeart som beskrevs av Boris C. Kondratieff och Kirchner 1993. Acroneuria kosztarabi ingår i släktet Acroneuria och familjen jättebäcksländor. Inga underarter finns listade i Catalogue of Life.